# Fostul Palat al Legației Elene
Fostul Palat al Legației Elene este un monument istoric aflat pe teritoriul municipiului București.